# Winmarleigh
Winmarleigh – wieś w Anglii, w hrabstwie Lancashire, w dystrykcie Wyre. Leży 64 km na północny zachód od miasta Manchester i 324 km na północny zachód od Londynu.